# Pseudobathylagus milleri
Pseudobathylagus milleri is een  straalvinnige vissensoort uit de familie van kleinbekken (Bathylagidae). De wetenschappelijke naam van de soort is voor het eerst geldig gepubliceerd in 1898 door Jordan & Gilbert.
De soort staat op de Rode Lijst van de IUCN als niet bedreigd, beoordelingsjaar 2009.